# Груда, Айшен
Айшен Груда (тур. Ayşen Gruda, фамилия при рождении Эрман (тур. Erman), 22 августа 1944 — 23 января 2019) — турецкая актриса

.

## Биография
Родилась 22 августа 1944 года в Стамбуле. Её отец был водителем поезда. У Айшен было две сестры, Айбен и Айтен.
Когда Айшен училась в 10 классе, умер её отец. После этого она бросила учёбу и начала искать работу. Сменив несколько профессий, стала актрисой передвижного театра Тевхида Бильге.
Всего Айшен отдала театру 16 лет. Однажды вместе со своей подругой Адиле Нашит Айшен прошла пробы на съёмки у режиссёра Эртема Эгилмеза. С этого начались её съёмки в фильмах студии «Yeşilçam». В основном Айшен играла в комедиях. Её типаж это — эгоцентричная, болтливая, некрасивая женщина, испытывающая безответную любовь к главному герою (чаще всего их играли Кемаль Сунал и Шенер Шен). Как правило, она пыталась неудачно соблазнить главного героя, но он неизменно выбирал другую.
Пик кинокарьеры Айшен Груды пришёлся на период с 1974 по 1985 годы. В 2000-х годах, уже на закате карьеры, удостоилась ряда кинематографических наград, выиграла две премии в номинации «за лучшую женскую роль» за роли, сыгранные в фильмах «Почему убили Хадживата и Карагёза?» (тур. Hacivat Karagöz Neden Öldürüldü?) и «Бумага» (тур. Kagit), последний из них был снят Синаном Четином.
Умерла от рака 23 января 2019 года в Стамбуле.

### Личная жизнь
У Айшен были отношения с комедиантом Мюждатом Гезеном, но они не сошлись характерами. Позднее она вышла замуж за поэта и актёра Йылмаза Груда. Брак продлился 11 лет, у них была дочь Элван, но в 1976 супруги развелись. После развода Айшен оставила фамилию супруга.